# FIELD OF VIEW
FIELD OF VIEW（フィールド・オブ・ビュー）は、日本のロックバンド。
1994年にviewとしてデビュー、1995年にFIELD OF VIEWとして再デビュー、2001年にthe FIELD OF VIEWに改名し、2002年12月に解散。2012年に一時的に再結成をし、デビュー25周年の2020年に再始動。

## 概要

### view
1994年に浅岡雄也(ボーカル)、小橋琢人(ドラム)、小田孝(ギター)、安部潤(キーボード)の男性4人組によって結成されたバンド。1997年にリリースされたFIELD OF VIEW形態でのベスト・アルバム『SINGLES COLLECTION+4』に、この時に制作したシングルがアルバムCD初収録を果たした。このベスト・アルバムに収録されている「あの時の中で僕らは」は、viewの時とは違うテイクで録り直されている。「迷わないで」は、FIELD OF VIEW Iと同じバージョンで収録されている。それでも「迷わないで」に限り、シングルバージョンは企画ベスト・アルバム『BEST OF BEST 1000 FIELD OF VIEW』で聴くことができる。

### FIELD OF VIEW
それまでのカジュアルなスタイルをほぼ脱し、黒いスーツに身をつつんでメンバーは再デビューを果たした。初期の頃はviewの時のメンバーで活動をしていたが、3rdシングル『Last Good-bye』をもって安部が脱退する。バンドは一時3人体制の状態で活動することになるが、5thシングル『ドキッ』からベーシストとして新メンバー・新津健二(ベース)が正式加入し、ロックバンドとしての形態が大きく進歩する。1998年にレコード会社を日本コロムビアのビーイングレーベル「Beat reC」へ移籍。バンドは自作曲を制作しながらロックバンドとしての実験や探究などを始める。

### the FIELD OF VIEW
2001年にレコード会社をBeat reCから古巣のZAIN RECORDSへ戻ることになり、再びバンド名を変更した。打ち込みサウンドを制作するようになり、2002年に解散を発表。解散ライブを東京と大阪で行なった。なお、この名義は解散と同時に使用されなくなり、解散後にリリースされたベストアルバムなどFIELD OF VIEW名義へと戻っている。

### 再結成
2012年に開催された「BEING LEGEND Live Tour 2012」での一時的な再結成時、デビュー25周年の2020年から再始動をしている。2020年以降の活動において、小橋と小田は不参加となることがあり、浅岡のみまたは浅岡と小橋のみの場合がある（後述参照）。2022年には新曲「きっと」をリリースしオリコン初登場20位以内を記録。デビュー30周年の2025年には新曲「キミガスキダ」をリリースし、30周年記念ライブを慣行すると、2026年リリースに向けてシングルとアルバムをレコーディング中であることを発表した。

## メンバー
| 名前                         | プロフィール                                  | 担当                | 在籍時期        | 在籍時期        | 在籍時期        | 在籍時期 | 在籍時期        | 在籍時期 | 所属事務所                  | 備考 |
| 名前                         | プロフィール                                  | 担当                | 1994年 - 1995年 | 1995年 - 1996年 | 1996年 - 2002年 | 2012年   | 2020年 - 2024年 | 2024年 - | 所属事務所                  | 備考 |
| ---------------------------- | --------------------------------------------- | ------------------- | --------------- | --------------- | --------------- | -------- | --------------- | -------- | --------------------------- | --- |
| 浅岡雄也 （あさおか ゆうや） | 1969年1月25日（56歳） 日本 東京都 血液型：A型 | ボーカル 作詞・作曲 | ●               | ●               | ●               | ●        | ●               | ●        | U-Factory （自営）          | 解散後は、ソロ活動を行っている。 2010年以降、毎年5月15日のデビュー記念日付近にソロ名義でFIELD OF VIEWの楽曲を中心に披露する記念ライブを行っていた（2020年以降はFIELD OF VIEW名義に移行）。 |
| 小橋琢人 （こはし たくと）   | 1965年12月5日（59歳） 日本 東京都 血液型：A型 | ドラムス 作詞・作曲 | ●               | ●               | ●               | ●        | ●               | ●        | ZAIN ARTISTS （B ZONE傘下） | 解散後は、リュ・シウォン「桜」などの楽曲にドラムで参加している。 また、Being Music Schoolではドラムの講師を務めていた。 再始動する数年前から浅岡がソロで開催していた記念日ライブには時折サポートとして参加していた。 2023年より、ドラム個人レッスン・オンラインレッスンを行なっている。 |
| 小田孝 （おだ たかし）       | 1972年6月16日（53歳） 日本 東京都 血液型：A型 | ギター 作曲         | ●               | ●               | ●               |          |                 | ●        | VOAT                        | 解散後は、音楽ディレクターとして研音に所属し、研音在籍時(2009年まで)の星村麻衣や、絢香など多くの所属アーティストを担当していた。 また、デビューを目指すバンドにアドバイスを行う業務にも携わっていた。 2023年に研音を離れ、現在はVOATのアーティスト育成担当として本格的に音楽活動をするVOAT生のサポートを行っている。 2024年1月20日に開催された「浅岡雄也 55th Birthday Live」東京公演にゲストとして出演し、FIELD OF VIEW公式Xに“#小田孝(調整中)”と記載された。 その後、同年5月に開催の「FIELD OF VIEW 29th Anniversary Live」東京公演に出演することが発表され、FIELD OF VIEWに復帰。 |
| 安部潤 （あべ じゅん）       | 1968年3月1日（57歳） 日本 福岡県              | キーボード 編曲     | ●               |                 |                 | ●        |                 |          | フリーランス                | 自身のアレンジャー活動に専念するため、3rdシングル『Last Good-bye』をもってFIELD OF VIEWを脱退。 脱退後は、アレンジャー、キーボーディストとして活躍している。 ソロになった浅岡の楽曲のアレンジも手掛け、浅岡の1stライブと2ndライブにはサポートキーボードとして参加した。 |
| 新津健二 （にいつ けんじ）   | 1965年9月27日（59歳） 日本 東京都 血液型：O型 | ベース 作曲・編曲   |                 |                 | ●               | ●        |                 |          | ZAIN ARTISTS （B ZONE傘下） | 「DAN DAN 心魅かれてく」におけるテレビ番組出演よりFIELD OF VIEWに加入。 解散後は、レコーディングディレクターやRyu「聞こえない告白」などの楽曲にベースで参加するほか、北原愛子「思い出にスクワレテモ」などではギターとして参加している。 また、現在はロックバンド・BREAKERZ、音楽活動時のDAIGO、AKIHIDEのマネージャーとして活動を行っている。 |

### サポートメンバー
※テレビ出演時におけるサポートメンバーのみを記載。CDにおけるサポートメンバーは各作品ページ、ライブにおけるサポートメンバーはライブ・イベントを参照。
葉山たけし（はやま たけし） / ギター
2020年以降、小田が復帰するまでの間、ほぼ毎度参加していた。
蓬田尚紀（よもぎだ なおき） / ベース
新津健二が加入するまでの間（「君がいたから」リリースの頃を除く）、ほぼ毎度参加していた。なお、デビュー直後の楽曲ではレコーディング・エンジニアを担当していた。
麻井寛史（あさい ひろし） / ベース
飯塚祐太郎（いいづか ゆうたろう） / ベース
車谷啓介（くるまたに けいすけ） / ドラムス
今井隼（いまい じゅん） / キーボード
2人の女性バックコーラス
デビュー直後において、ほぼ毎度参加していた。なお、そのうちの 一人は、高原由妃である。

## 来歴
- 1994年2月9日、ビーイングのレコード会社ZAIN RECORDSからviewというバンド名でデビュー。シングル2枚をリリース。
- 1995年5月15日、イメージチェンジを図り、それまでの明るくラフなスタイルから、黒系のスーツ、暗い背景をバックにFIELD OF VIEWとして再デビュー。「君がいたから」「突然」「DAN DAN 心魅かれてく」などヒットを記録。3rdシングル『Last Good-bye』リリース後に安部潤が脱退。彼の紹介で5thシングル『ドキッ』から新津健二が正式加入する。なお、新津加入以前は蓬田尚紀がサポートベースを務めていた。
- 1996年9月29日、初めてのライヴツアー「Live Horizon Ver.1」がスタート。サポートキーボードには藤井理央。以降、2002年の解散まで“Live Horizon”ツアー全公演に参加する。
- 1998年5月20日、8thシングル『渇いた叫び』でレコード会社をZAIN RECORDSから日本コロムビアのビーイングレーベルBeat reCへ移籍。
- 2001年5月30日、シングル『夏の記憶』でthe FIELD OF VIEWに改名。レコード会社をBeat reCから、古巣のZAIN RECORDSへ戻る。
- 2002年7月10日、FIELD OF VIEWとしてデビューから数えて20枚目となる最後のシングル『Melody』を発売。年内に解散することを発表。
- 同年10月9日、解散に伴うベスト・アルバム『Memorial BEST 〜Gift of Melodies〜』と、初のクリップ集『VIEW CLIPS 〜Memorial Best〜』を発売。
- 同年11月、東京(渋谷公会堂)と大阪(大阪厚生年金会館)で解散ライブを行う。
- 同年12月1日、赤坂BLITZで追加公演かつラストライブ「the FIELD OF VIEW Live Horizon the FINAL ～Gift of Extra Emotion～」を開催し解散。その翌年に解散ライブのDVD『the FIELD OF VIEW FINAL LIVE “Live Horizon-SUPERIOR 2002 〜Gift of Memories〜”』が発売された。the FIELD OF VIEW名義を使用していたのはここまでで、以後発売されたベスト・アルバム、再結成ではFIELD OF VIEW名義へ戻されている。
- 2012年10月4日 - 11月29日、「BEING LEGEND Live Tour 2012」に参加するためFIELD OF VIEW名義で一時的に再結成。但し会場・公演日により参加メンバーが異なるため、完全復活ではない（全公演に参加するのは浅岡雄也のみ、小田孝は全公演とも不参加）。中途で脱退した安部も一部の公演に参加しており、公演によっては小田を除く4人が参加。
- 2020年1月26日、ボーカルを務める浅岡の公式サイトより、ベスト・アルバム『FIELD OF VIEW 25th Anniversary Extra Rare Best 2020』の発売決定が公表され、その後浅岡と小橋琢人の2人で再始動した。5月15日- 5月24日、東京と大阪でのライブも決定された[14]が、新型コロナウイルス感染拡大の影響で10月に延期。
- 同年7月18日放送のTBS系『音楽の日』に出演[15]。メンバーは浅岡のみ（小橋は不参加）で、サポートに葉山たけし、麻井寛史、車谷啓介であった。
- 同年9月7日放送のTBS系『CDTVライブ!ライブ!』に出演[16]。メンバーは浅岡のみ（小橋は不参加）で、サポートに葉山たけし、今井隼であった。
- 同年10月15日に新宿ReNYにて25周年記念ライブを開催。観客の人数を半数に限定し、配信も行われた。
- 2021年3月25日放送のテレビ朝日系『2021VS1995～2000アニソンバトルBEST20』に出演。
- 同年5月15日、BeingのYouTubeチャンネルにて25周年記念ライブのDVD発売記念スペシャルトーク&ライブを無料生配信。
- 同年10月9日・10日に江坂MUSE、15日・16日に新宿ReNYにて1年半延期していた「FIELD OF VIEW 25th Anniversary Special Live」を開催。そこで2022年以降もFIELD OF VIEWの活動が継続されることが発表された。
- 2022年7月3日放送の日本テレビ系『THE MUSIC DAY 2022』に出演。「突然」と「DAN DAN 心魅かれてく」のメドレーを披露した[17]。
- 同年9月24日放送のNHK BSプレミアム『歌える!J-POP 黄金のヒットパレード決定版!(7)』に出演。「突然」と「DAN DAN 心魅かれてく」のメドレーを披露した[18]。
- 同年9月28日、20年ぶりとなるシングル『きっと』をリリース。
- 同年10月10日放送のTBS系『CDTVライブ！ライブ！』に出演[19]。
- 2023年10月1日・6日、Billboard Liveを開催。なお、6日・7日に開催されたマレーシア世界遺産都市マラッカで初のアニメ音楽フェス『第一回　シェンタイ「シティー・オブ・ホープ」ジャパン アニソンフェスティバル2023』の出演オファーがあったが、ライブ日程が重なったため出演できなかったという[20]。
- 2024年5月、「FIELD OF VIEW 29th Anniversary Live」を5日に大阪、18日・19日に東京で開催[11][12][13]。東京公演のみ小田が出演し、2002年に開催した解散ライブ以来、22年ぶりのFIELD OF VIEWに復帰となった[11][12][13]。なお、浅岡・小橋・小田の3人体制で活動するのは、安部脱退後、新津加入前であった4thシングル『DAN DAN 心魅かれてく』リリース時以来である。
- 同年8月30日、「Animelo Summer Live 2024 -Stargazer-」に出演[21][22]。
- 2025年5月10日・15日、「FIELD OF VIEW 30th Anniversary LIVE」を開催。デビュー日である15日には、ライブの開催のみならず、22枚目となるシングル『キミガスキダ』もリリース。

## ディスコグラフィ

### シングル
|                   | 発売日         | タイトル               | 楽曲制作                                                              | カップリング曲                      | レーベル     | 規格   | 規格品番       | 最高位 | 初収録アルバム                          |
| view              | view           | view                   | view                                                                  | view                                | view         | view   | view           | view   | view                                    |
| ----------------- | -------------- | ---------------------- | --------------------------------------------------------------------- | ----------------------------------- | ------------ | ------ | -------------- | ------ | --------------------------------------- |
| 1st               | 1994年2月9日   | あの時の中で僕らは     | 作詞：浅岡雄也 作曲：浅岡雄也 編曲：池田大介                          | Believe Me                          | ZAIN RECORDS | 8cm CD | ZADL-1026      | 97位   | SINGLES COLLECTION+4                    |
| 2nd               | 1994年8月10日  | 迷わないで             | 作詞：浅岡雄也 作曲：多々納好夫 編曲：池田大介                        | 時を止めたい                        | ZAIN RECORDS | 8cm CD | ZADL-1035      | 圏外   | FIELD OF VIEW I                         |
| FIELD OF VIEW     |                |                        |                                                                       |                                     |              |        |                |        |                                         |
| 1st               | 1995年5月15日  | 君がいたから           | 作詞：坂井泉水 作曲：織田哲郎 編曲：葉山たけし                        | セピア                              | ZAIN RECORDS | 8cm CD | ZADL-1043      | 3位    | FIELD OF VIEW I                         |
| 2nd               | 1995年7月24日  | 突然                   | 作詞：坂井泉水 作曲：織田哲郎 編曲：葉山たけし                        | きっと離れていても                  | ZAIN RECORDS | 8cm CD | ZADL-1045      | 2位    | FIELD OF VIEW I                         |
| 3rd               | 1995年11月13日 | Last Good-bye          | 作詞：坂井泉水 作曲：多々納好夫 編曲：葉山たけし                      | 夢見続けて今も                      | ZAIN RECORDS | 8cm CD | ZADL-1048      | 3位    | FIELD OF VIEW II                        |
| 4th               | 1996年3月11日  | DAN DAN 心魅かれてく   | 作詞：坂井泉水 作曲：織田哲郎 編曲：葉山たけし                        | Dear old days                       | ZAIN RECORDS | 8cm CD | ZADL-1053      | 4位    | FIELD OF VIEW II                        |
| 5th               | 1996年5月20日  | ドキッ                 | 作詞：山本ゆり 作曲：浅岡雄也 編曲：葉山たけし                        | When I call your name               | ZAIN RECORDS | 8cm CD | ZADL-1057      | 4位    | FIELD OF VIEW II                        |
| 6th               | 1996年11月18日 | Dreams                 | 作詞：辻尾有佐 作曲：織田哲郎 編曲：徳永暁人                          | Someday                             | ZAIN RECORDS | 8cm CD | ZADL-1064      | 14位   | SINGLES COLLECTION+4                    |
| 7th               | 1997年4月23日  | この街で君と暮らしたい | 作詞：小松未歩 作曲：小松未歩 編曲：葉山たけし                        | 桜咲くこの場所で                    | ZAIN RECORDS | 8cm CD | ZADL-1069      | 14位   | SINGLES COLLECTION+4                    |
| 中止              | 1997年7月30日  | 大空へ                 | 作詞：小松未歩 作曲：小松未歩 編曲：寺尾広                            |                                     | ZAIN RECORDS | 8cm CD | ZADL-1072      |        | SINGLES COLLECTION+4                    |
| 8th               | 1998年5月20日  | 渇いた叫び             | 作詞：小松未歩 作曲：小松未歩 編曲：小澤正澄                          | 孤独なTraveler                      | Beat reC     | 8cm CD | CODA-1531      | 19位   | FIELD OF VIEW III 〜NOW HERE NO WHERE〜 |
| 9th               | 1998年7月29日  | めぐる季節を越えて     | 作詞：浅岡雄也 作曲：浅岡雄也 編曲：FIELD OF VIEW・池田大介           | そばにいたかった 〜STAND ALONE〜    | Beat reC     | 8cm CD | CODA-1603      | 32位   | FIELD OF VIEW III 〜NOW HERE NO WHERE〜 |
| 10th              | 1998年9月23日  | 君を照らす太陽に       | 作詞：浅岡雄也 作曲：小田孝 編曲：FIELD OF VIEW・池田大介             | 心の向こう側                        | Beat reC     | 8cm CD | CODA-1640      | 35位   | FIELD OF VIEW III 〜NOW HERE NO WHERE〜 |
| 11th              | 1999年3月17日  | CRASH                  | 作詞：AZUKI七 作曲：綿貫正顕 編曲：池田大介                           | Dreaming always                     | Beat reC     | 8cm CD | CODA-50033     | 35位   | LOVELY JUBBLY                           |
| 12th              | 1999年5月19日  | 青い傘で               | 作詞：AZUKI七 作曲：大野愛果 編曲：FIELD OF VIEW・徳永暁人            | 抱きしめたい〜Everynight everyday〜 | Beat reC     | 8cm CD | CODA-50094     | 34位   | LOVELY JUBBLY                           |
| 13th              | 1999年7月28日  | Still                  | 作詞：浅岡雄也 作曲：FIELD OF VIEW 編曲：FIELD OF VIEW・徳永暁人      | サヨナラ ～Love is pain?～          | Beat reC     | 8cm CD | CODA-50131     | 39位   | LOVELY JUBBLY                           |
| 14th              | 1999年12月22日 | 冬のバラード           | 作詞：小田佳奈子 作曲：多々納好夫 編曲：池田大介                      | 僕らの冬を始めよう                  | Beat reC     | 8cm CD | CODA-50204     | 35位   | CAPSULE MONSTER                         |
| 15th              | 2000年2月23日  | Beautiful day          | 作詞：浅岡雄也 作曲：寺尾広 編曲：FIELD OF VIEW・池田大介             | SNOW FIELD                          | Beat reC     | CD     | COCA-50500     | 48位   | CAPSULE MONSTER                         |
| 15th              | 2000年2月23日  | Beautiful day          | 作詞：浅岡雄也 作曲：寺尾広 編曲：FIELD OF VIEW・池田大介             | Holiday                             | Beat reC     | CD     | COCA-50500     | 48位   | CAPSULE MONSTER                         |
| 16th              | 2000年10月11日 | 秋風のモノクローム     | 作詞：小田佳奈子 作曲：多々納好夫 編曲：池田大介                      | 出せない手紙                        | Beat reC     | CD     | COCA-15369     | 32位   | Memorial BEST 〜Gift of Melodies〜      |
| 17th              | 2001年2月21日  | Truth of Love          | 作詞：浅岡雄也 作曲：河野雅昭                                         | For You                             | Beat reC     | CD     | COCA-15386     | 48位   | Memorial BEST 〜Gift of Melodies〜      |
| the FIELD OF VIEW |                |                        |                                                                       |                                     |              |        |                |        |                                         |
| 18th              | 2001年5月30日  | 夏の記憶               | 作詞：小田佳奈子 作曲：猪島庄司 編曲：新津健二・池田大介              | きこえるかい                        | ZAIN RECORDS | CD     | ZACL-3005      | 49位   | Memorial BEST 〜Gift of Melodies〜      |
| 18th              | 2001年5月30日  | 夏の記憶               | 作詞：小田佳奈子 作曲：猪島庄司 編曲：新津健二・池田大介              | 夏の記憶(Acoustic Version)          | ZAIN RECORDS | CD     | ZACL-3005      | 49位   | Memorial BEST 〜Gift of Melodies〜      |
| 19th              | 2001年7月25日  | 蜃気楼                 | 作詞：高森健太・Jane-F 作曲：高森健太 編曲：新津健二                  | 愛しき人よ                          | ZAIN RECORDS | CD     | ZACL-3008      | 52位   | Memorial BEST 〜Gift of Melodies〜      |
| 19th              | 2001年7月25日  | 蜃気楼                 | 作詞：高森健太・Jane-F 作曲：高森健太 編曲：新津健二                  | 蜃気楼(Acoustic Version)            | ZAIN RECORDS | CD     | ZACL-3008      | 52位   | Memorial BEST 〜Gift of Melodies〜      |
| 20th              | 2002年7月10日  | Melody                 | 作詞：小橋琢人 作曲：小田孝 編曲：新津健二                            | アンダンテ                          | ZAIN RECORDS | CD     | ZACL-3011      | 23位   | Memorial BEST 〜Gift of Melodies〜      |
| 20th              | 2002年7月10日  | Melody                 | 作詞：小橋琢人 作曲：小田孝 編曲：新津健二                            | Melody (Everlasting Version)        | ZAIN RECORDS | CD     | ZACL-3011      | 23位   | Memorial BEST 〜Gift of Melodies〜      |
| FIELD OF VIEW     |                |                        |                                                                       |                                     |              |        |                |        |                                         |
| 21st              | 2022年9月28日  | きっと                 | 作詞：浅岡雄也 作曲：浅岡雄也 編曲：葉山たけし                        | 君がいたから (2022 Live ver.)       | ZAIN RECORDS | CD     | ZACL-6056      | 16位   | 未収録                                  |
| 22nd              | 2025年5月15日  | キミガスキダ           | 作詞：浅岡雄也 作曲：浅岡雄也・小田孝 編曲：FIELD OF VIEW・葉山たけし | 渇いた叫び                          | FlyBlue      | CD     | FOVCR-20250515 | 29位   | 未収録                                  |

### アルバム

#### オリジナル・アルバム
|     | 発売日         | タイトル                                | レーベル     | 規格 | 規格品番   | 最高位 |
| --- | -------------- | --------------------------------------- | ------------ | ---- | ---------- | ------ |
| 1st | 1995年10月10日 | FIELD OF VIEW I                         | ZAIN RECORDS | CD   | ZACL-1027  | 1位    |
| 2nd | 1996年10月2日  | FIELD OF VIEW II                        | ZAIN RECORDS | CD   | ZACL-1034  | 4位    |
| 3rd | 1998年9月30日  | FIELD OF VIEW III 〜NOW HERE NO WHERE〜 | Beat reC     | CD   | COCP-30051 | 13位   |
| 4th | 1999年8月25日  | LOVELY JUBBLY                           | Beat reC     | CD   | COCP-50137 | 24位   |
| 5th | 2000年3月29日  | CAPSULE MONSTER                         | Beat reC     | CD   | COCP-50507 | 43位   |

#### ベスト・アルバム
|        | 発売日               | タイトル                                              | レーベル       | 規格    | 規格品番        | 最高位 |
| ------ | -------------------- | ----------------------------------------------------- | -------------- | ------- | --------------- | ------ |
| 1st    | 1997年10月8日        | SINGLES COLLECTION+4                                  | ZAIN RECORDS   | CD      | ZACL-1043       | 3位    |
| 2nd    | 2000年10月11日       | FIELD OF VIEW BEST 〜fifteen colours〜                | Beat reC       | CD      | COCP-31102      | 23位   |
| 台湾盤 | 2001年5月30日        | the FIELD OF VIEW BEST 2001 <Limited Edition of Asia> | ZAIN RECORDS   | CD      | SBCA-1006       | 対象外 |
| 3rd    | 2002年10月9日        | Memorial BEST 〜Gift of Melodies〜                    | ZAIN RECORDS   | 2CD     | ZACL-8005       | 19位   |
| 4th    | 2003年8月20日        | complete of FIELD OF VIEW at the BEING studio         | B-Gram RECORDS | CD      | JBCJ-5014       | 83位   |
| 4th    | 2012年09月26日(再発) | complete of FIELD OF VIEW at the BEING studio         | B-Gram RECORDS | CD      | JBCJ-5109       | 83位   |
| 5th    | 2007年12月12日       | BEST OF BEST 1000 FIELD OF VIEW                       | B-Gram RECORDS | CD      | JBCS-1007       | 107位  |
| 6th    | 2013年6月12日        | FIELD OF VIEW BEST HITS                               | Being          | CD      | JDCT-005        | 対象外 |
| 7th    | 2020年5月13日        | FIELD OF VIEW 25th Anniversary Extra Rare Best 2020   | ZAIN RECORDS   | 2CD+DVD | ZACL-9115〜9116 | 11位   |

### 映像作品
| 発売日        | タイトル                                                                       | レーベル       | 規格 | 規格品番        | 最高位 |
| ------------- | ------------------------------------------------------------------------------ | -------------- | ---- | --------------- | ------ |
| 2002年10月9日 | VIEW CLIPS 〜Memorial Best〜                                                   | ZAIN RECORDS   | DVD  | ONBD-7020       | 9位    |
| 2003年2月12日 | the FIELD OF VIEW FINAL LIVE “Live Horizon-SUPERIOR 2002 〜Gift of Memories〜” | ZAIN RECORDS   | 2DVD | ONBD-7023       | 10位   |
| 2012年8月8日  | LEGEND of 90's J-ROCK「LIVE BEST & CLIPS」                                     | B-Gram RECORDS | 2DVD | JBBS-5005〜5006 | 14位   |
| 2013年4月10日 | BEING LEGEND Live Tour 2012                                                    | B-Gram RECORDS | 2DVD | JBBS-5008～5009 |        |
| 2021年5月15日 | FIELD OF VIEW 〜25th Anniversary Special Live〜 2020.10.15 at Shinjuku ReNY    | ZAIN RECORDS   | DVD  | ZABL-5037       | 18位   |

### 参加作品
※◆は「FIELD OF VIEW」名義のCDには未収録の楽曲。
| 発売日         | タイトル                                                                       | FIELD OF VIEWの楽曲                    |
| -------------- | ------------------------------------------------------------------------------ | -------------------------------------- |
| 1996年3月23日  | Various Artists『DRAGON BALL ～最強への道～ オリジナルサウンドトラック』       | DAN DAN 心魅かれてく（TVサイズ） ◆     |
| 2004年10月27日 | Various Artists『It's TV SHOW!! 〜TBSテレビ&フジテレビ 主題歌&テーマ曲BEST〜』 | DAN DAN 心魅かれてく                   |
| 2005年11月     | Various Artists『COUNTDOWN BEING』                                             | 君がいたから 突然 DAN DAN 心魅かれてく |
| 2006年3月1日   | Various Artists『FUN 〜Greatest Hits of 90's〜』                               | 突然 DAN DAN 心魅かれてく              |
| 2009年2月18日  | Various Artists『とくダネ！朝のヒットスタジオ Vol.4』                          | 突然                                   |
| 2009年7月1日   | Various Artists『BEST SUMMER』                                                 | 突然                                   |
| 2009年12月-    | Various Artists『BEST HIT BEING』                                              | 突然                                   |
| 2011年3月23日  | Various Artists『テレビ朝日 アニメソング -Silver-』                            | 渇いた叫び                             |
| 2012年10月17日 | Various Artists『MILLION 〜BEST OF 90's J-POP〜 RED』                          | DAN DAN 心魅かれてく                   |
| 2012年10月17日 | Various Artists『MILLION 〜BEST OF 90's J-POP〜 BLUE』                         | 突然                                   |
| 2016年2月24日  | Various Artists『ドラゴンボール 神 BEST』                                      | DAN DAN 心魅かれてく                   |
| 2020年4月8日   | Various Artists『キミが好きだと叫びたい 〜Love & Yell〜 mixed by DJ和』        | DAN DAN 心魅かれてく                   |
| 2020年12月16日 | Various Artists『 ミリオンデイズ〜あの日のわたしと、歌え。〜 mixed by DJ和』   | 突然                                   |

## タイアップ一覧
| 使用年            | 曲名                   | タイアップ                                                                              |
| ----------------- | ---------------------- | --------------------------------------------------------------------------------------- |
| view              |                        |                                                                                         |
| 1994年            | あの時の中で僕らは     | セブン-イレブン CMソング                                                                |
| 1994年            | 迷わないで             | チバビジョン「コンタクトレンズ」CMソング                                                |
| 1994年            | 迷わないで             | テレビ朝日系『目撃!ドキュン』エンディングテーマ                                         |
| FIELD OF VIEW     |                        |                                                                                         |
| 1995年            | 君がいたから           | フジテレビ系 木曜劇場『輝く季節の中で』主題歌                                           |
| 1995年            | 突然                   | 大塚製薬「ポカリスエット」CMソング                                                      |
| 1995年            | Last Good-bye          | TBS系『日立 世界・ふしぎ発見!』エンディングテーマ                                       |
| 1995年            | THINK OF MYSELF        | アステル関西 CMソング                                                                   |
| 1996年            | DAN DAN 心魅かれてく   | フジテレビ系アニメ『ドラゴンボールGT』オープニングテーマ                                |
| 1996年            | DAN DAN 心魅かれてく   | 東映配給アニメ映画『ドラゴンボール 最強への道』主題歌                                   |
| 1996年            | DAN DAN 心魅かれてく   | ロート製薬「新・ロートこどもソフト」CMソング                                            |
| 1996年            | セピア                 | '96春東映アニメフェア『ドラゴンボール 最強への道』TV-CFソング                           |
| 1996年            | THINK OF MYSELF        | '96春東映アニメフェア『ドラゴンボール 最強への道』TV-CFソング                           |
| 1996年            | ドキッ                 | 全日空「ANA'sパラダイス」CMソング                                                       |
| 1996年            | Wake up!!              | アステル関西 CMソング                                                                   |
| 1996年            | Dreams                 | 読売テレビ・日本テレビ系ドラマ『ナチュラル 愛のゆくえ』主題歌                           |
| 1997年            | この街で君と暮らしたい | テレビ朝日系『超次元タイムボンバー』エンディングテーマ                                  |
| 1997年            | この街で君と暮らしたい | UHF局系『J-ROCK ARTIST BEST 50』オープニングテーマ                                      |
| 1998年            | 渇いた叫び             | テレビ朝日系アニメ『遊☆戯☆王』オープニングテーマ                                        |
| 1998年            | 渇いた叫び             | UHF局系『J-ROCK ARTIST TOP30』オープニングテーマ                                        |
| 1998年            | めぐる季節を越えて     | フジテレビ系『奇跡体験!アンビリバボー』7月クールエンディングテーマ                      |
| 1998年            | 君を照らす太陽に       | TBS系『噂の!東京マガジン』エンディングテーマ                                            |
| 1998年            | 心の向こう側           | 「NLA全国高校生の主張」テーマソング                                                     |
| 1999年            | 渇いた叫び             | 東映アニメ映画『遊☆戯☆王』オープニングテーマ                                            |
| 1999年            | 青い傘で               | TBS系『筋肉番付』エンディングテーマ                                                     |
| 1999年            | 青い傘で               | UHF局系『J-ROCK ARTIST TOP30』オープニングテーマ                                        |
| 1999年            | Still                  | TBS系『ワンダフル』エンディングテーマ                                                   |
| 1999年            | 冬のバラード           | TBS系『心の扉』エンディングテーマ                                                       |
| 2000年            | Beautiful day          | 読売テレビ『しゃっふる』オープニングテーマ                                              |
| 2000年            | Beautiful day          | FM大阪・FM愛知『SOUND WALK』エンディングテーマ                                          |
| 2000年            | 秋風のモノクローム     | 日本テレビ系『まねキン』エンディングテーマ                                              |
| the FIELD OF VIEW |                        |                                                                                         |
| 2002年            | Melody                 | TBS系『CDTV-Neo』6・7月度エンディングテーマ                                             |
| FIELD OF VIEW     |                        |                                                                                         |
| 2022年            | きっと                 | テレビ大阪『キッチンカーコレクション in サンシャインワーフ神戸2022 Autumn』テーマソング |

## ライブ・イベント
| 日程                      | タイトル                                                                              | 開催場所 | サポートメンバー                                                                                           | 備考 |
| ------------------------- | ------------------------------------------------------------------------------------- | --- | --- | --- |
| 1995年8月6日              | ポカリスウェットイベント                                                              | 横浜・八景島シーパラダイス イベント広場 | | 同事務所で「突然」が使われたCMに出演していた中山エミリと共演 |
| 1996年8月13日             | 徳島Exciting Summer In Wajiki'96                                                      | 大塚製薬 徳島ワジキ工場敷地内 | | 出演予定が台風のため中止となる 他の出演者：MOON CHILD、RAZZ MA TAZZ |
| 1996年9月29日 - 10月25日  | FIELD OF VIEW Live Horizon Ver.1                                                      | 9月29日 - 東京・パルテノン多摩 10月7日 - 福岡・メルパルクホール 9日 - 大阪・大阪厚生年金会館 14日 - 愛知・愛知県勤労会館 18日 - 北海道・札幌市民会館 20日 - 宮城・宮城県民会館 25日 - 東京・渋谷公会堂 | 馬場一嘉(Gt) 藤井理央(Key)                                                                                 | |
| 1997年8月4日 - 8月24日    | F.O.V place presents 第1回ファンクラブイベント                                        | 4日 - 福岡・DRUM LOGOS 5日 - 大阪・サンケイホール 12日 - 北海道・PENNY LANE 24 14日 - 宮城・仙台市民会館小ホール 24日 - 東京・ゆうぽうと簡易保険ホール | | |
| 1997年10月18日 - 12月18日 | FIELD OF VIEW Live Horizon Ver.2                                                      | 10月18日 - 浦和市文化センター 20日 - 金沢市文化ホール 21日 - 新潟テルサ 23日 - 長野県県民文化会館 27日 - グリーンホール相模大野 11月1日 - 千葉県文化会館 4日 - 札幌市民会館 6日 - 仙台市民会館 7日 - 湯沢市文化会館 9日 - 栃木県総合文化センター 12日 - 静岡市民文化会館 14日 - 大津市民会館 15日 - 神戸国際会館ハーバーランドプラザ 17日 - 松山市民会館 19日 - 岡山市民会館 20日 - 広島郵便貯金ホール 22日 - 福岡市民会館 23日 - 佐賀市文化会館 25日 - 長崎市公会堂 27日 - 鹿児島県文化センター 12月12日 - 名古屋市民会館 14日 - 大阪フェスティバルホール 18日 - 中野サンプラザ                                                    | 藤井理央(Key)                                                                                              | |
| 1998年10月18日 - 10月25日 | タワーレコードインストアイベント                                                      | 18日 - 小倉 22日 - 新宿 25日 - 渋谷 | | |
| 1999年1月9日 - 2月13日    | FIELD OF VIEW Live Horizon Ver.3 “NOW HERE NO WHERE”                                  | 1月9日 - 浦和市文化センター 17日 - 福岡市民会館 19日 - 広島アステールプラザ大ホール 20日 - 貝塚市民文化会館 22日 - 大阪厚生年金会館大ホール 23日 - 神戸国際会館ハーバーランドプラザ 25日 - 鈴鹿市民会館 28日 - 山形市民会館 29日 - 仙台市民会館 31日 - 札幌市民会館 2月2日 - 名古屋市民会館大ホール 1月9日 - 浦和市文化センター 17日 - 福岡市民会館 19日 - 広島アステールプラザ大ホール 20日 - 貝塚市民文化会館 22日 - 大阪厚生年金会館大ホール 23日 - 神戸国際会館ハーバーランドプラザ 25日 - 鈴鹿市民会館 28日 - 山形市民会館 29日 - 仙台市民会館 31日 - 札幌市民会館 2月2日 - 名古屋市民会館大ホール 12日、13日 - 中野サンプラザ | 樋口直彦(Gt) 藤井理央(Key)                                                                                 | |
| 1999年8月2日 - 8月25日    | F.O.V place presents ファンクラブイベント F.O.V Plain'99                              | 2日 - 東京・赤坂BLITZ 16日 - 北海道・PENNY LANE24 21日 - 福岡・DRUM LOGOS 23日、24日 - 大阪・梅田HEAT BEAT 25日 - 愛知・THE BOTTOM LINE | | |
| 1999年                    | イギリス・ロンドン The Dublin Castleでのライブ                                        | イギリス・The Dublin Castle | | 1999年8月6日放送「FIELD OF VIEW・一色紗英のロンドン・ロック音楽紀行」において現地の客を相手に小さなライブバーで演奏 |
| 1999年10月30日            | ASIA MUSIC EXPO'99                                                                    | 名古屋・THE RAINBOW HALL | | 他の出演者：パク・チユン、Saju、坂本サトル、Something ELse |
| 2000年6月10日 - 7月20日   | FIELD OF VIEW LIVE D.N.A-ID001 “CAPSULE MONSTER”                                      | 6月10日、11日 - 赤坂BLITZ 14日、15日 - 広島 NAMIKI JUNCTION 17日、18日 - Zepp Osaka 20日 - 名古屋CLUB DIAMOND HALL 22日 - Zepp Fukuoka 26日 - Zepp Sapporo 28日、29日 - 仙台 BEEB BASEMENT THEATER 7月4日、5日 - 名古屋 CLUB DIAMOND HALL 7日、8日 - Zepp Osaka 19日、20日 - 赤坂BLITZ | 中川寛之(DJ/Mp)                                                                                            | |
| 2000年8月27日             | SUPER LIVE 2000 in Fuji                                                               | 富士急ハイランドコニファーフォレスト | | 他の出演者：Eriko with Crunch、知念里奈 |
| 2000年9月24日             | TOKYO Unplugged NIGHTでのLive                                                         | 青山スパイラルホール | 藤井理央(Key)                                                                                              | The MUSIC 272で放送されていたTokyo Unplugged Nightの収録で行われたライブ 出演アーティストが曲をアコースティックバージョンで演奏する |
| 2000年10年15日            | 埼玉工業大学学園祭（秋桜祭）                                                          | 埼玉工業大学 | | 初の学園祭 |
| 2000年11月12日            | 神奈川工科大学学園祭（幾徳祭）                                                        | 神奈川工科大学 | | |
| 2000年11月30日 - 12月5日  | FIELD OF VIEW LIVE in LONDON                                                          | | | ファンクラブ会員向けに旅行ツアーが企画され、その中で再度イギリスでLiveを行った |
| 2000年12月21日 - 12月23日 | FIELD OF VIEW Live Horizon Special2000 “fourfold colours”                             | 21日 - 中野サンプラザ 23日 - 大阪厚生年金会館 | 藤井理央(Key) 池田大介(Conductor)                                                                          | |
| 2002年11月15日            | the FIELD OF VIEW SPECIAL 公開録音                                                    | 大阪市内某所 | | MBSラジオで放送 |
| 2002年11月10日            | the FIELD OF VIEW FAIRWELL PARTY                                                      | 東京都内某所 | | The MUSIC 272で放送 |
| 2002年11月16日 - 11月28日 | the FIELD OF VIEW Live Horizon SUPERIOR 2002 ～Gift of Memories～                     | 16日 - 大阪厚生年金会館大ホール 28日 - 渋谷公会堂 | 藤井理央(Key) 池田大介(Conductor)                                                                          | the FIELD OF VIEW SUPERIOR ORCHESTRA(Strings) 渋谷公会堂の公演がDVD化 |
| 2002年12月1日             | Live Horizon the FINAL ～Gift of Extra Emotion～                                      | 赤坂BLITZ | | サポートメンバーはGift of Memoriesと同じ ゲストとして1回目のアンコール時に元メンバーの安部潤が登場。安部、ストリングス、浅岡により「SNOW FIELD」が演奏される サポートメンバーの藤井理央はこの日がFIELD OF VIEWとの丁度50回目のライブだった 「青い傘で」演奏時の間奏明けに入場時に配られた青いサイリウムを一斉に振るというメンバーへのサプライズが行われた Gift of Memoriesとはセットリストも異なり、トークコーナーやアコースティックコーナーがあった 通常予定の2回目のアンコール終了後、客電が付いた後も客がなかなか帰らずメンバー4人がステージに再登場。ベースの新津が弾くアコースティックギターに合わせ「君がいたから」の大合唱が行われた |
| 2012年10月4日 - 11月29日  | BEING LEGEND Live Tour 2012                                                           | 10月4日 - 神奈川ハーモニーホール座間大ホール 7日 - グランキューブ大阪メインホール 8日 - サンポートホール高松大ホール 10日 - 福井フェニックスプラザ大ホール 11日 - 石川本多の森ホール 13日、14日 - パシフィコ横浜国立大ホール 17日 - 札幌ニトリ文化ホール(札幌芸術文化の館) 21日 - 仙台イズミティ21大ホール 25日 - 広島市文化交流会館大ホール 28日 - 静岡市民化会館大ホール 31日 - 東京中野サンプラザホール 11月2日 - 愛知県芸術劇場 大ホール 7日 - 新潟市民会館 大ホール 8日 - 長野ホクト文化ホール大ホール 13日 - 福岡サンパレス 28日、29日 - 埼玉大宮ソニックシティ 大ホール                                                      | 馬場一嘉(Gt) 伊藤ハルトシ(Gt) 川崎哲平(Ba) 浜崎賢太(Ba) 齋藤たかし(Dr) 宮川剛(Dr) 佐藤雄大(Key) 須藤豪(Mp) | 一時的に再結成 当初、メンバーは浅岡とサポートとして元メンバーの安部潤のみの参加予定であったが、小田を除く他のメンバー(小橋、新津)も急遽参加することとなった。なお、全公演での参加は浅岡のみであり、他のメンバーは公演により異なる（以下参照） 後に大宮ソニックシティ公演がDVD化 ・安部潤(Key) 参加公演 10/4座間、10/7大阪、10/8高松、10/14横浜、10/17札幌、10/25広島、10/28静岡、10/31中野、11/2名古屋、11/4鹿児島、11/7新潟、11/8長野、11/13福岡、11/28&29大宮 ・小橋琢人(Dr) 参加公演 10/7大阪、10/13&14横浜、10/21仙台、10/31中野、11/2名古屋、11/28&29大宮 ・新津健二(Ba) 参加公演 10/7大阪、11/2名古屋、11/28大宮                      |
| 2020年5月31日             | FIELD OF VIEW 25th Anniversary Extra Rare Best 2020 発売記念プレミアム配信ライブ      | | 葉山たけし(Gt) 今井隼(Key)                                                                                 | 本来予定されていた25th Liveがコロナにつき延期となったための代替ライブ 6月21日までアーカイブ配信 小橋は参加せず、メンバーは浅岡雄也のみであった |
| 2020年10月15日            | FIELD OF VIEW〜25th Anniversary Special 観客限定Live&配信Live                         | 新宿ReNY | 葉山たけし(Gt) 森本隆寛(Gt) 徳永暁人(Ba) 今井隼(Key) 大場-hana-映岳(Mp&Key)                                | 秋に延期された25th Liveが引き続きコロナの影響で再延期してしまった為の代替公演 10月29日までアーカイブ配信 翌年DVD化 |
| 2021年5月15日             | FIELD OF VIEW 25th Anniversary Special Live DVD発売記念 「スペシャルトーク&ライブ！」 | | | Youtubeにて配信 |
| 2021年6月8日              | FIELD OF VIEW 25th Anniversary Special Live ～Reprise～(無観客配信ライブ)             | 目黒ブルースアレイ | 葉山たけし(Gt) 森本隆寛(Gt) 徳永暁人(Ba) 今井隼(Key) 大場-hana-映岳(Mp&key)                                | 25th Liveがコロナにより3度目の延期につき代替の公演 |
| 2021年9月1日              | FIELD OF VIEW Extra Rare Songs Selection Live (観客限定＆配信ライブ)                  | 神田明神ホール | 葉山たけし(Gt) 森本隆寛(Gt) 山田裕之(Ba) 今井隼(Key) 大場-hana-映岳(Mp&key)                                | タイトル通り普段やらないような曲を選曲 9月24日までアーカイブ配信 |
| 2021年10月9日 - 10月16日  | FIELD OF VIEW 25th Anniversary Special Live                                           | 9日、10日 - 江坂MUSE 15日、16日 - 新宿ReNY | 葉山たけし(Gt) 森本隆寛(Gt) 麻井寛史(Ba) 今井隼(Key) 大場-hana-映岳(Mp&Key)                                | 3度の延期を経てついに1年半遅れで行われた元々予定されていた25th Live 配信も行われ、新宿Reny公演が10月30日までアーカイブ配信 |
| 2021年12月18日 - 12月19日 | FIELD OF VIEW -Christmas Night 2021-                                                  | COTTON CLUB(両日昼夜公演) | 友森昭一(Gt) 山田裕之(Ba) 小野塚晃(Key) Maica_n(Acoustic Gt&Cho)                                           | |
| 2022年2月4日 - 2月10日    | ZARD 30th Anniversary LIVE “What a beautiful memory ～軌跡～”                         | 4日 - 大阪国際会議場(グランキューブ大阪) 10日 - 東京ガーデンシアター | | ZARD 30thイヤーを締めくくるライブであり、ZARDとゆかりのあるアーティストとして浅岡がゲスト出演。なお、浅岡の他に大黒摩季、池森秀一(DEEN)、川島だりあ、徳永暁人(doa)、大野愛果、葉山たけしも出演している。 ZARDのデビュー日である2月10日に行われた東京ガーデンシアター公演がDVD&Blu-ray化 |
| 2022年5月14日 - 5月15日   | FIELD OF VIEW 27th Anniversary Live 2022                                              | 新宿ReNY | 葉山たけし(Gt) 森本隆寛(Gt) 麻井寛史(Ba) 今井隼(Key) 大場-hana-映岳(Mp&Key)                                | 両日配信、アーカイヴ有り 新曲「きっと」を披露 |
| 2022年10月1日 - 10月7日   | FIELD OF VIEW Live Horizon Ver. 4                                                     | 1日、2日 - 新宿ReNY 7日 - なんばHatch | 葉山たけし(Gt) 麻井寛史(Ba) 川村ケン(Key) 大場-hana-映岳(Mp＆Key)                                          | 1999年に行われたVer.3以来の“Live Horizon”のナンバリングライブ。なお、“Live Horizon”のタイトルは2002年の解散ライブ以来である 全日配信、アーカイヴ有り |
| 2022年10月10日            | PATi-PATi×GB『THE GREATEST HITS』                                                     | パシフィコ横浜・国立大ホール | | 浅岡が出演のイベント。「突然」「君がいたから」「DAN DAN 心魅かれてく」を歌唱した |
| 2022年12月9日             | FIELD OF VIEW -Christmas Night in COTTON CLUB 2022-                                   | COTTON CLUB(2回公演) | 友森昭一(Gt) 山田"Anthony"サトシ(Ba) 大楠雄蔵(Key) Maica_n(Acoustic Gt&Cho)                                | 2年連続COTTON CLUBで開催のクリスマスライブ |
| 2023年3月4日              | FIELD OF VIEW - Live Horizon Ver.5 Pre Short Live (無料配信ライブ)                    | Being(現・B ZONE)公式YouTube | 葉山たけし(Gt)                                                                                             | アコースティックライブ 3月11日までアーカイブ配信 |
| 2023年5月12日 - 5月14日   | FIELD OF VIEW - Live Horizon Ver. 5                                                   | 12日 - なんばHatch 14日 - ⽇本橋三井ホール | 葉山たけし(Gt) ⼭⽥"Anthony"サトシ(Ba) SUNNY(Key) 大場-hana-映岳(Mp＆Key)                                  | |
| 2023年6月24日             | 寺尾祭り・昼の部                                                                      | 代官山カフェテラオ | | 寺尾広が定期的に行うライブにシークレットゲストとして浅岡、小橋が出演 |
| 2023年10月1日 - 10月6日   | Billboard Live                                                                        | 1日 - Billboard Live OSAKA(1日2回公演) 6日 - Billboard Live YOKOHAMA(1日2回公演) | 友森昭一(Gt) 飯塚祐太郎(Ba) SUNNY(Key) 大場-hana-映岳(Mp)                                                  | |
| 2024年5月4日 - 5月19日    | FIELD OF VIEW 29th Anniversary Live                                                   | 4日 - 大阪MUSE(1日2回公演) 18日、19日 - 新宿ReNY | 森本隆寛(Gt) SUNNY(Key) 大場-hana-映岳(Mp) 大阪公演：麻井寛史(Ba) 東京公演：徳永暁人(Ba)                   | 小田は東京公演のみ出演 新曲「ガラクタ」を披露 東京公演のみ配信、アーカイブ有り |
| 2024年5月4日              | FIELD OF VIEW 29th Anniversary Live 大阪公演 公開打ち上げ                             | MUSE BOX | （都合がついたミュージシャン）                                                                             | |
| 2024年8月30日             | Animelo Summer Live 2024 -Stargazer-                                                  | さいたまスーパーアリーナ | | |
| 2025年5月10日 - 5月15日   | FIELD OF VIEW 30th Anniversary LIVE                                                   | 10日 - 堂島リバーフォーラム 15日 - LINE CUBE SHIBUYA（渋谷公会堂） | 森本隆寛(Gt) 徳永暁人(Ba) SUNNY(key) 大場ハナ映岳(Mp&Key)                                                  | |

## メディア出演

### テレビ

#### 不定期出演
- CDTVライブ!ライブ!（TBS）
- 千鳥の鬼レンチャン（フジテレビ、2023年 - 、浅岡が出演）

#### 過去の出演番組
- ミュージックステーション（「突然」「DAN DAN 心魅かれてく」「ドキッ」などで出演）
- COUNT DOWN TV（「突然」「Last Good-bye」などで出演）
- NO.
- CD NEWS （1999年年始に放送された「CD NEWS SPECIAL」で「君を照らす太陽に」を披露した）
- HEY!HEY!HEY! MUSIC CHAMP
- うたばん（トークなし）
- ポップジャム
- 日刊ひっと
- ピンクパパラッチ
- FIELD OF VIEWと一色紗英のロンドン・ロック音楽紀行
- FIELD OF VIEW Digital Horizon（The MUSIC272、浅岡パーソナリティの5分番組）
- FOV's life （The MUSIC 272、小橋がパーソナリティを務めた番組、FOVはFavorite Organic Vitaminの略）
- 音楽の日2020年7月18日（土）FIELD OF VIEW名義で浅岡雄也が出演
- THE MUSIC DAY 2022（日本テレビ系列、2022年7月2日、「突然」「DAN DAN 心魅かれてく」を披露）[17]
- 歌える!J-POP 黄金のヒットパレード決定版!(7)（NHK BSプレミアム、2022年9月24日、「突然」「DAN DAN 心魅かれてく」を披露）[18]

### ラジオ
- FIELD OF VIEW Radio Horizon（FMヨコハマ、2000/1/3～2000/9/25、浅岡がパーソナリティを務めたラジオ番組）
- くにまる食堂（文化放送、2022年11月9日浅岡&小橋が出演）[50]
- OLDIES GOODIES（FM滋賀、2022年12月10日、ビーイング創始者・長戸大幸がパーソナリティを務めるラジオ番組に浅岡が出演）